# Okeechobee County
Okeechobee County is een county in de Amerikaanse staat Florida.
De county heeft een landoppervlakte van 2.004 km² en telt 35.910 inwoners (volkstelling 2000). De hoofdplaats is Okeechobee.

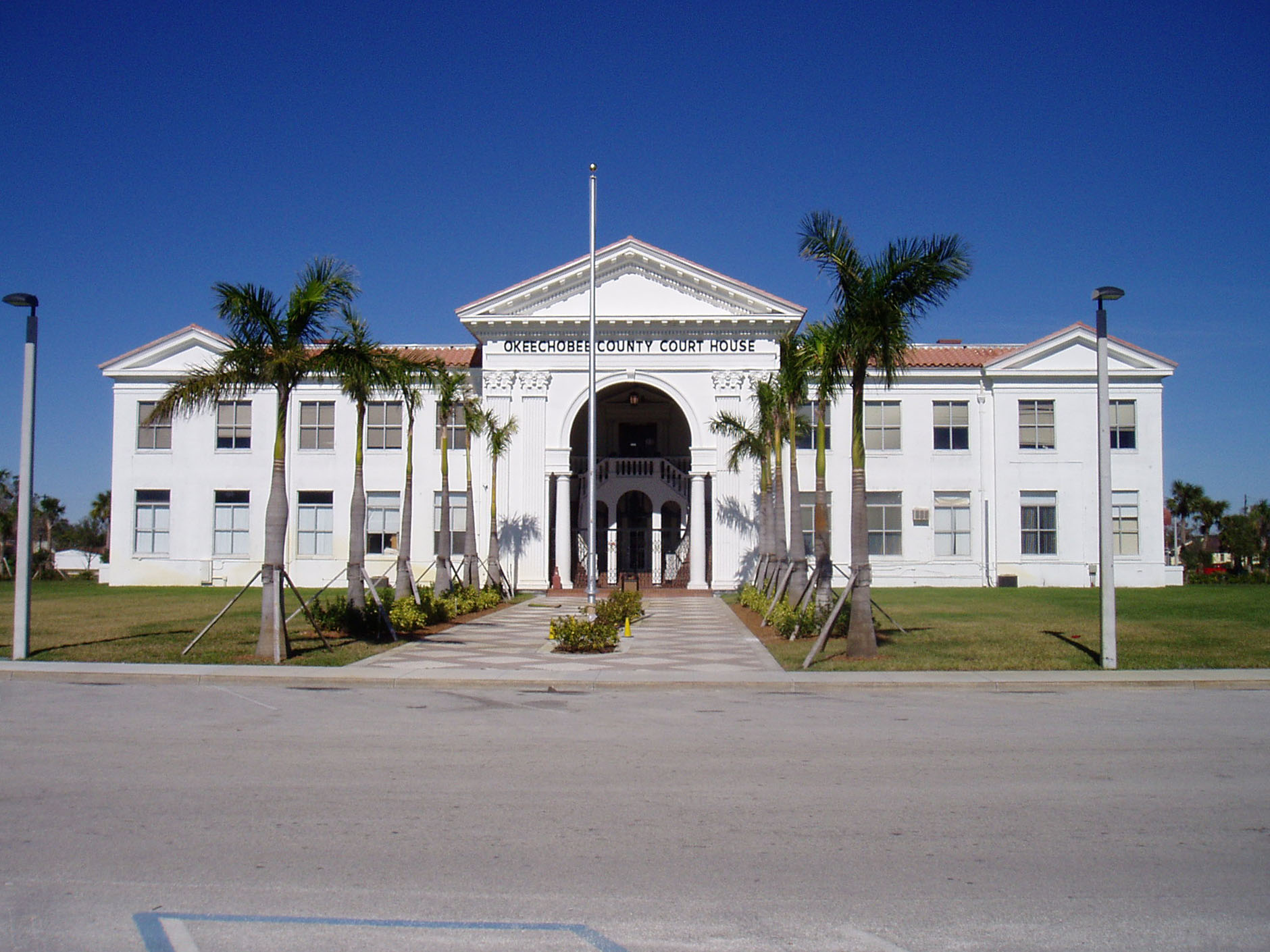
Okeechobee County Courthouse